# Чернобыль
Черно́быль (укр. Чорно́биль — производное от растения «чернобыльник», или «полынь обыкновенная») — город в зоне отчуждения Чернобыльской АЭС, Вышгородский район Киевской области Украины. Расположен на реке Припять, недалеко от её впадения в Киевское водохранилище. Является заповедной зоной и охраняется законом.
Известен из-за аварии на Чернобыльской АЭС. До аварии в городе проживало около 13 тысяч человек. Согласно данным Всеукраинской переписи 2001 года Чернобыль наравне с Припятью отнесён к городам «без населения». В настоящее время в городе проживает порядка полутора тысяч человек: работники учреждений и предприятий Зоны отчуждения и безусловного гарантированного отселения Чернобыльской АЭС, работающие на вахтовой основе, и самосёлы (84 человека по данным ГП «ЦОТИЗ» на февраль 2017 года). Расстояние до Киева по прямой — 83 км, по автодорогам — 115 км. Расположен в 12 км юго-восточнее Чернобыльской АЭС. До 1986 года — административный центр Чернобыльского района.

## История
Первое упоминание Чернобыля содержится в Ипатьевской летописи и датировано 1193 годом. Чернобыль упомянут в летописном «Списке русских городов дальних и ближних» (конец XIV века).
В 1541 году, когда эти земли контролировало Великое Княжество Литовское, по соседству с Чернобылем князем Фридрихом Пронским был построен замок, отделённый от поселения глубоким рвом, сохранившимся до наших дней. В начале XVII века замок реконструировали и превратили в хорошо укреплённую и труднодоступную крепость, а город Чернобыль стал уездным центром.
В 1651 году в ходе восстания Хмельницкого Чернобыль был сожжён литовским войском гетмана Януша Радзивилла.
В 1794 году вошёл в состав Российской империи.
Евреи были расселены в Чернобыле Филоном Кмитой в рамках польской колонизации. После присоединения в 1596 к Польскому королевству традиционное православное крестьянство принуждалось переходить в католичество. Православие было восстановлено только после вхождения в Русское царство.
Во второй половине XVIII века Чернобыль становится одним из главных центров хасидизма. Чернобыльская хасидская династия была образована раввином Менахемом Нахумом Тверским.
До конца XIX в. Чернобыль был частновладельческим городом, который принадлежал графам Ходкевичам. В 1896 году они продали город государству, но до 1910 г. владели замком и домом в городе.
Еврейское население сильно пострадало от погромов в октябре 1905 года и марте-апреле 1918, когда множество евреев было ограблено и убито черносотенцами и петлюровцами. В 1920 году династия Тверского покинула город и Чернобыль перестал быть важным центром хасидизма.
По данным переписи 1926 года, в Чернобыле проживало 8088 человек. Украинцы составляли 51,7 % его населения, евреи — 39,1 %, русские — 7,9 %, поляки — 0,8 %. Украинский язык родным назвали 50,6 % населения города, еврейский — 38,0 %, русский — 10,3 %, польский — 0,5 %.
Во время Первой мировой войны был оккупирован. Во время Гражданской войны город и уезд контролировал «зелёный» атаман Струк, которого красные неоднократно пытались изгнать, но он неизменно возвращался с отрядом обратно. Во время Советско-польской войны Чернобыль был сначала занят польской армией (на деле тем же Струком, который на этот раз предложил свои услуги Пилсудскому), а затем отбит кавалерией Красной армии. В 1921 году включён в состав Украинской ССР. Последний еврейский погром в окрестностях города Струк устроил в 1922 году.
Оставшаяся в городе после 1919 года немногочисленная еврейская община была полностью уничтожена во время германской оккупации в 1941—1944 гг. День освобождения — 17 ноября 1943 года.
27 марта 1941 года посёлок городского типа Чернобыль получил статус города.
В городе родился будущий Герой Советского Союза, начальник караула ВПЧ-2 по охране Чернобыльской АЭС, лейтенант внутренней службы Владимир Павлович Правик, отдавший свою жизнь в борьбе с Чернобыльской катастрофой в 1986 году.
В 1970-х годах в 10 км от Чернобыля была построена первая атомная электростанция Украины — Чернобыльская.
В 1985 году была введена в строй загоризонтная РЛС «Дуга» — объект «Чернобыль-2».
26 апреля 1986 года на четвёртом энергоблоке Чернобыльской АЭС произошла авария, ставшая крупнейшей катастрофой в истории атомной энергетики. Из-за неисправности на 4 энергоблоке в ходе испытаний началась сильная атомная реакция и здание 4 энергоблока было разрушено. Все жители города после этого были эвакуированы, однако некоторые впоследствии вернулись в свои дома и сейчас живут на заражённой территории.

### После аварии на Чернобыльской АЭС
26 апреля 1996 года на выезде из города был установлен памятник «Тем, кто спас мир».
В 2006 году Американской некоммерческой научно-исследовательской организацией Институт Блэксмита был опубликован список самых загрязнённых городов мира, в котором Чернобыль оказался в первой десятке.
В центре г. Чернобыль в 2010—2011 гг. сооружён мемориальный комплекс к 25-летию аварии на Чернобыльской АЭС. Автор проекта — народный художник Украины, заслуженный деятель искусств Анатолий Гайдамака. На открытие комплекса в апреле 2011 года приезжали президенты России и Украины.
В ноябре 2014 года в комплекс был перенесён и торжественно открыт памятник чернобыльской партизанке Паше Осидач, убитой гитлеровцами в 1943 году. Памятник планировался к установке ещё в 1986 году, но помешала авария. В послеаварийные годы скульптура хранилась на территории комплекса строительно-ремонтных работ (двор СШ № 2).
В комплекс также входит музей, открытый в помещении бывшего кинотеатра «Украина» (до 2011 года в этом здании располагался продуктовый магазин и кафе-бар). В музее собраны вещи жителей эвакуированных сёл, таблички с названиями улиц и номерами домов, детские игрушки, предметы быта и т. д.
Рядом с музеем весной 2011 года был заложен первый камень будущего памятника ликвидаторам последствий аварии на Чернобыльской АЭС.
24 февраля 2022 года в ходе полномасштабного вторжения России на Украину начались бои на территории АЭС и близлежащих населённых пунктов, в том числе и Чернобыля. В тот же день Чернобыльская АЭС и близлежащие населённые пункты были захвачены российскими войсками. 3 апреля 2022 года украинские войска вернули контроль над городом Чернобыль после вывода российских войск из Киевской области.

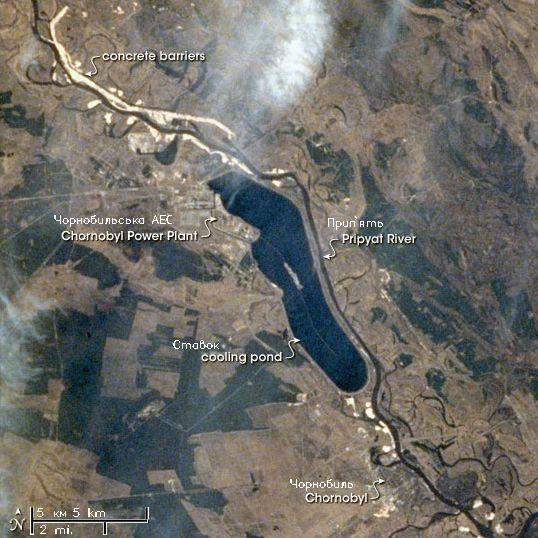
Космический снимок Чернобыля, ЧАЭС и Припяти со станции «Мир», 1997
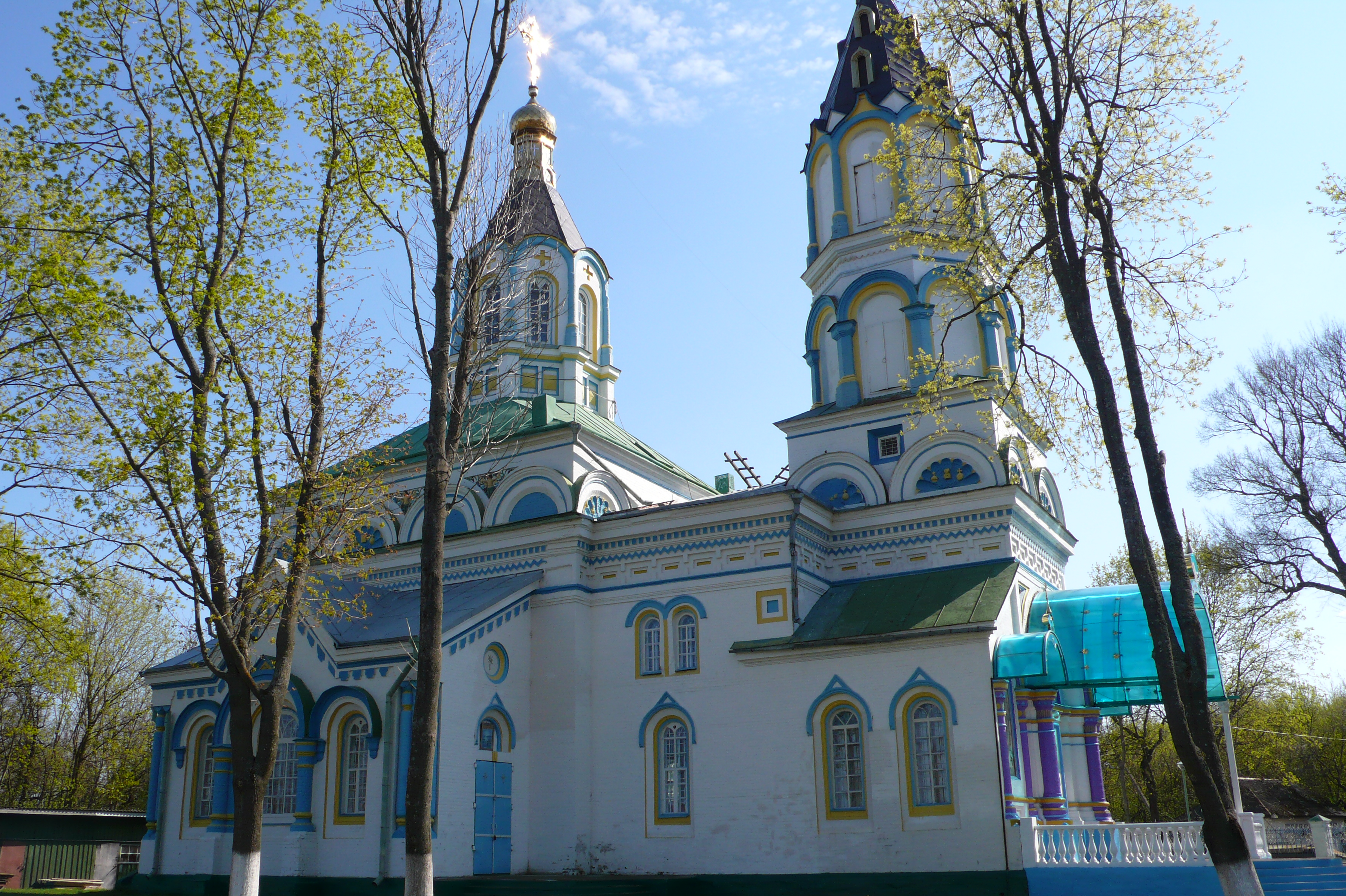
Свято-Ильинская церковь в Чернобыле, 2007
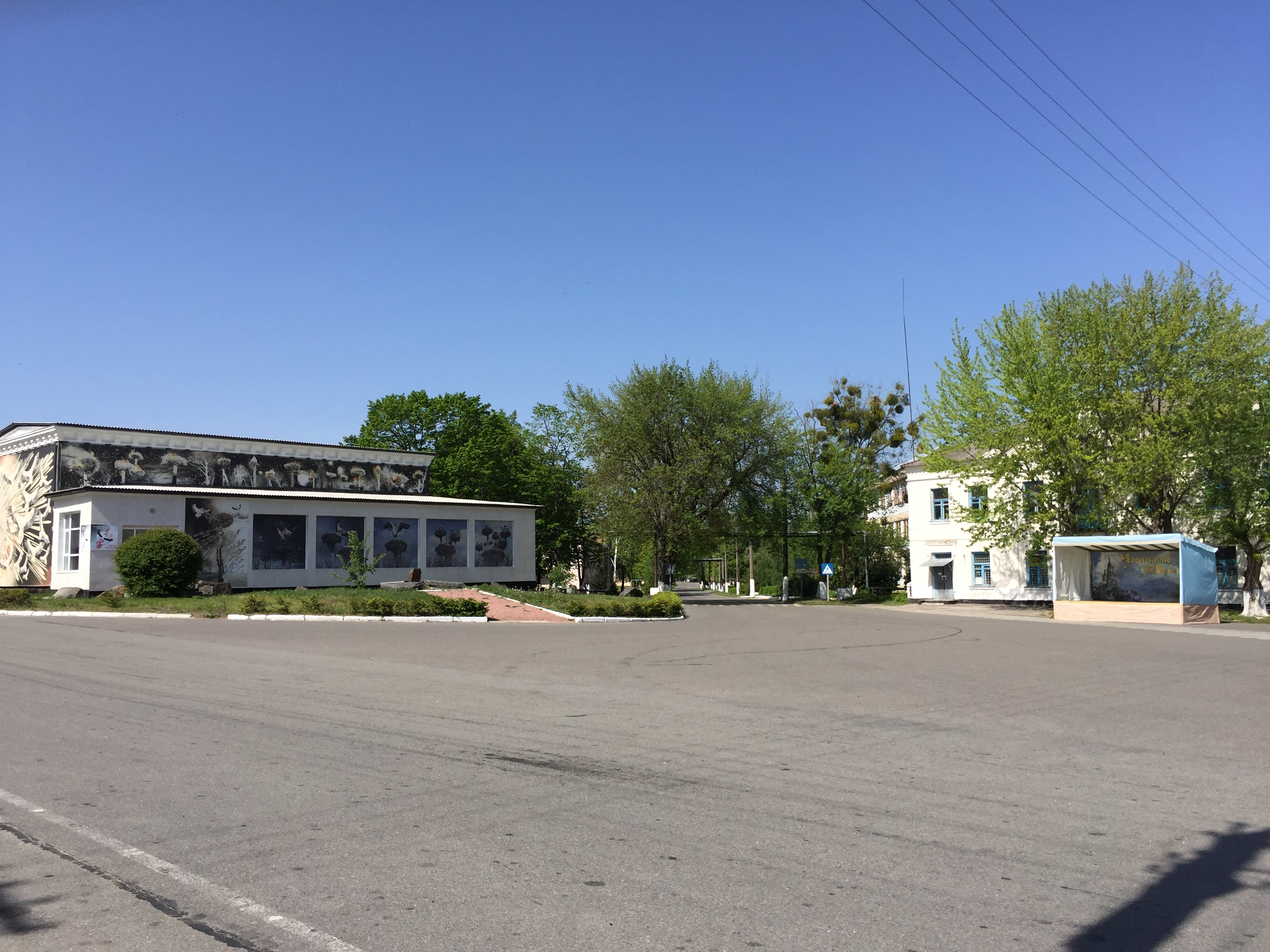
Административный центр Чернобыля в 2017 году. Слева — музей мемориального комплекса «Звезда Полынь», бывший кинотеатр «Украина». Справа — информационно-вычислительный центр. Прямо — улица Полупанова.

## Население
| 1552  | 1790    | 1880    | 1897    | 1903    | 1923  | 1926  |
| ----- | ------- | ------- | ------- | ------- | ----- | ----- |
| 1372  | ↗2865   | ↗6483   | ↗9351   | ↗14 362 | ↘8943 | ↘8088 |
| 1959  | 1970    | 1979    | 1985    | 2007    | 2017  | 2020  |
| ↗8221 | ↗10 136 | ↗12 458 | ↗13 000 | ↘163    | ↗690  | ↗700  |
| 2022  |         |         |         |         |       |       |
| ↗1575 |         |         |         |         |       |       |

По данным переписи 1926 года, украинцы составляли 51,7 % населения Чернобыля, евреи — 39,1 %, русские — 7,9 %, поляки — 0,8 %.

### Языковой состав
По данным переписи 1926 года, украинский язык родным назвали 50,6 % населения Чернобыля, еврейский — 38,0 %, русский — 10,3 %, польский — 0,5 %.

## Галерея

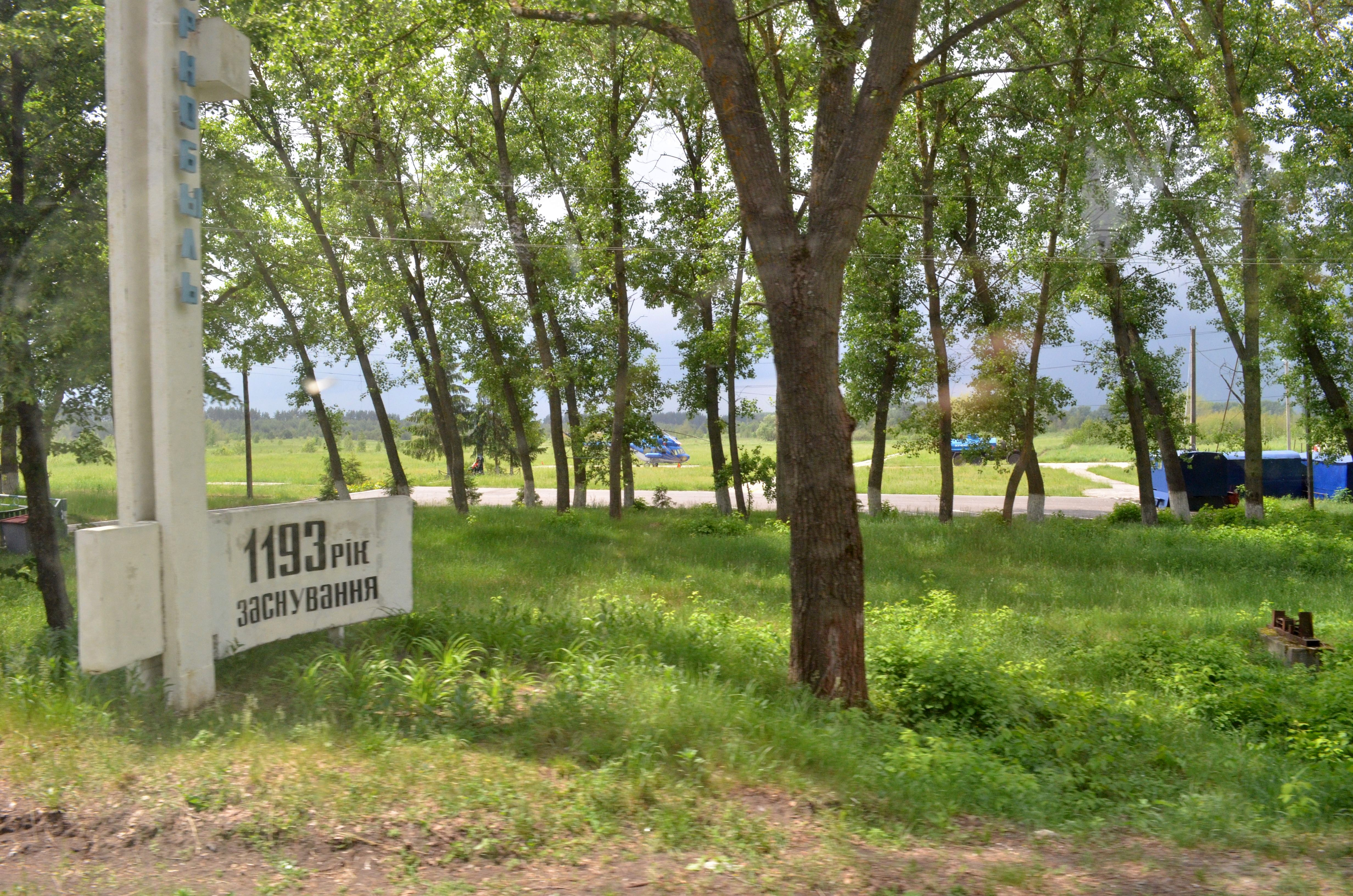
Знак на въезде
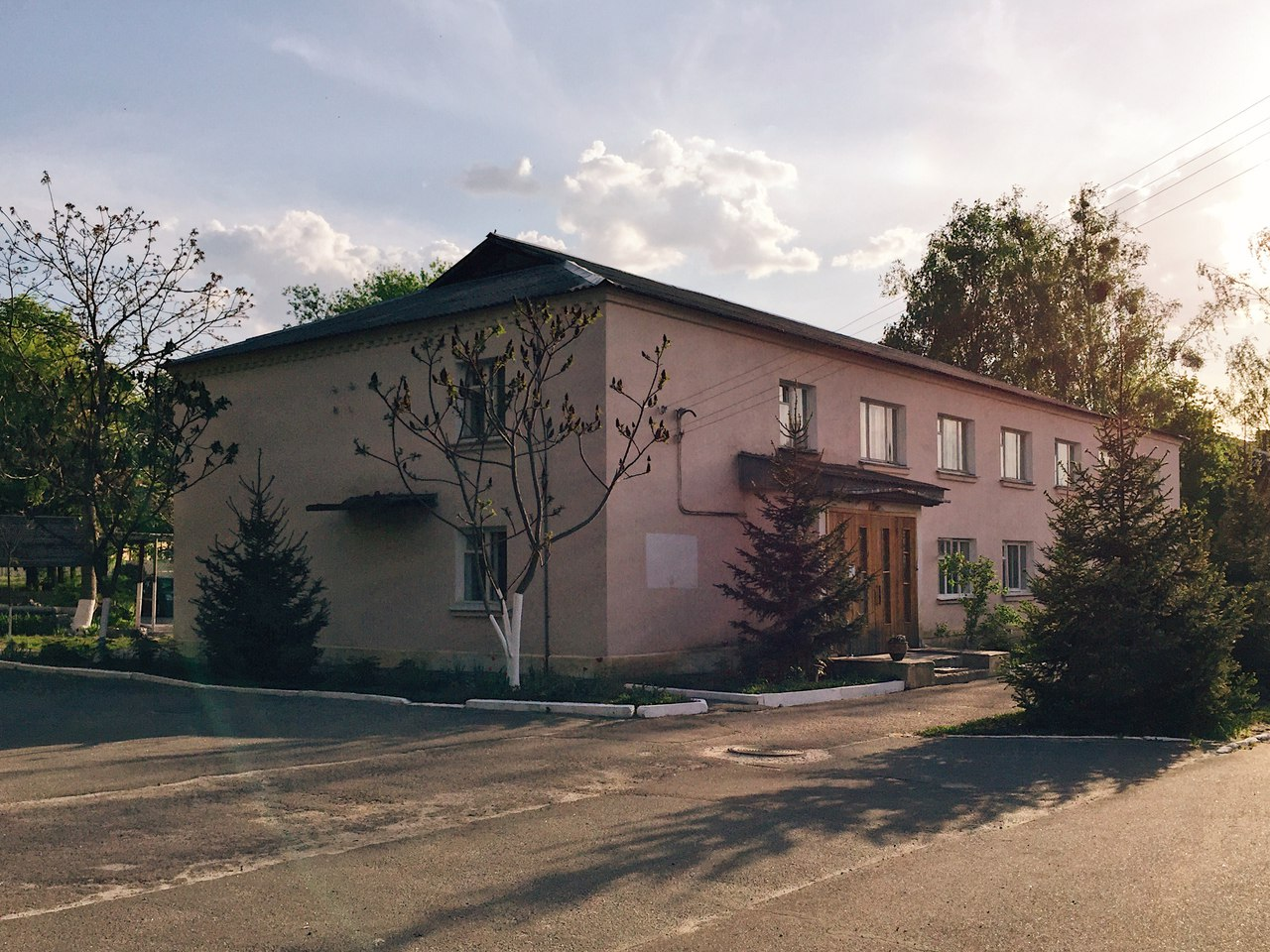
Гостиница «Припять»
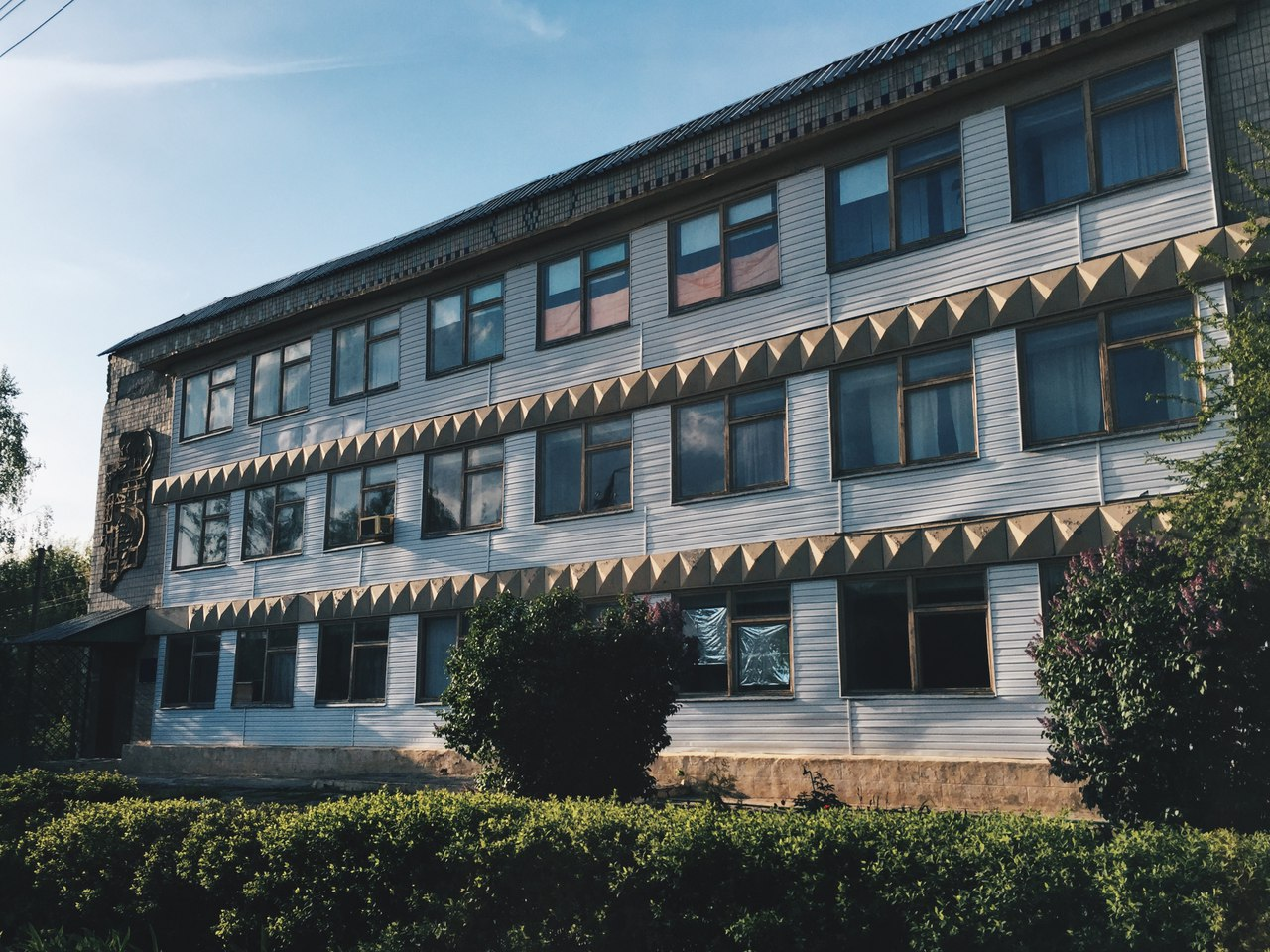
Здание ГСП «Чернобыльский Спецкомбинат»
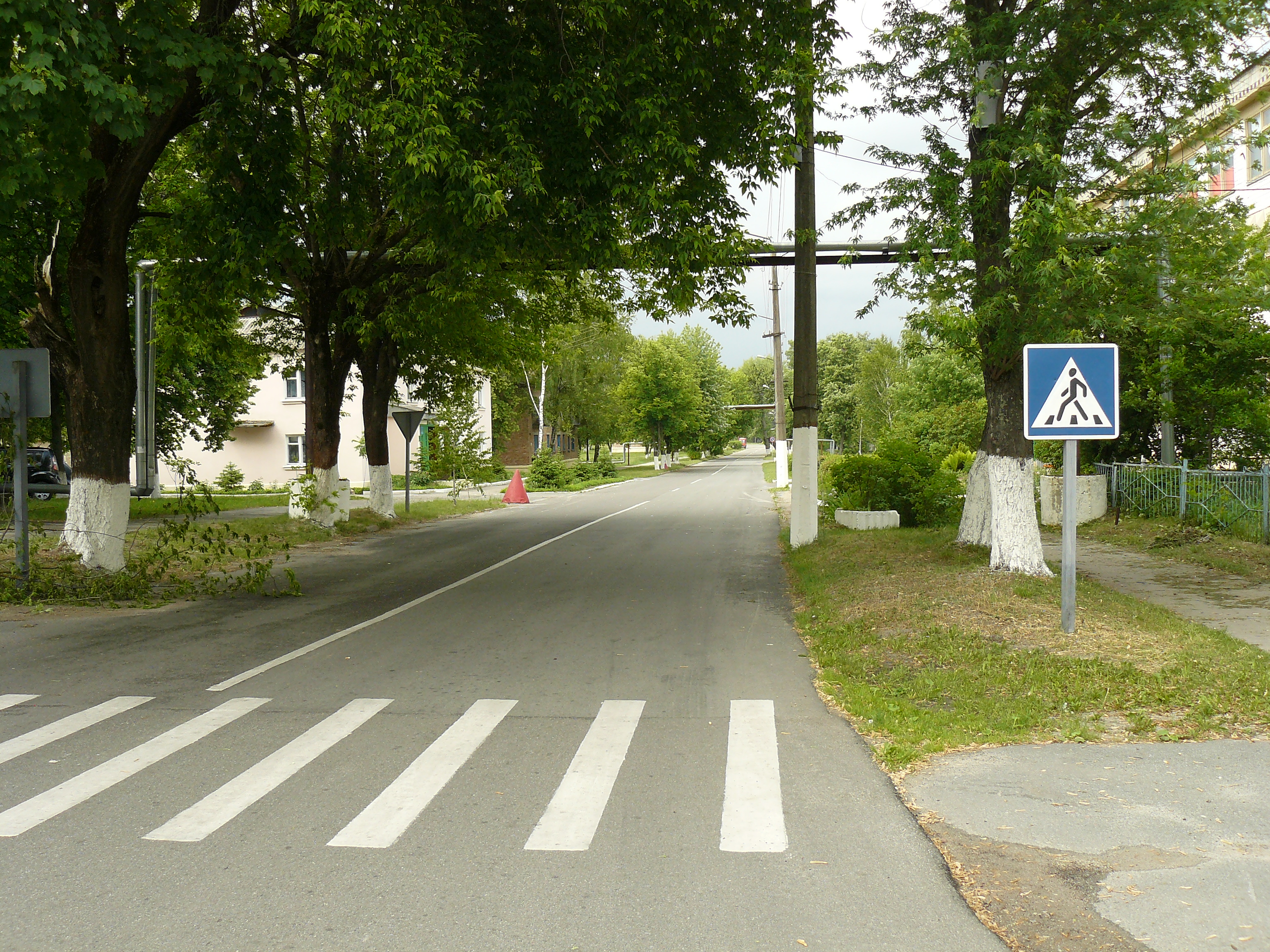
Пешеходный переход в центре города
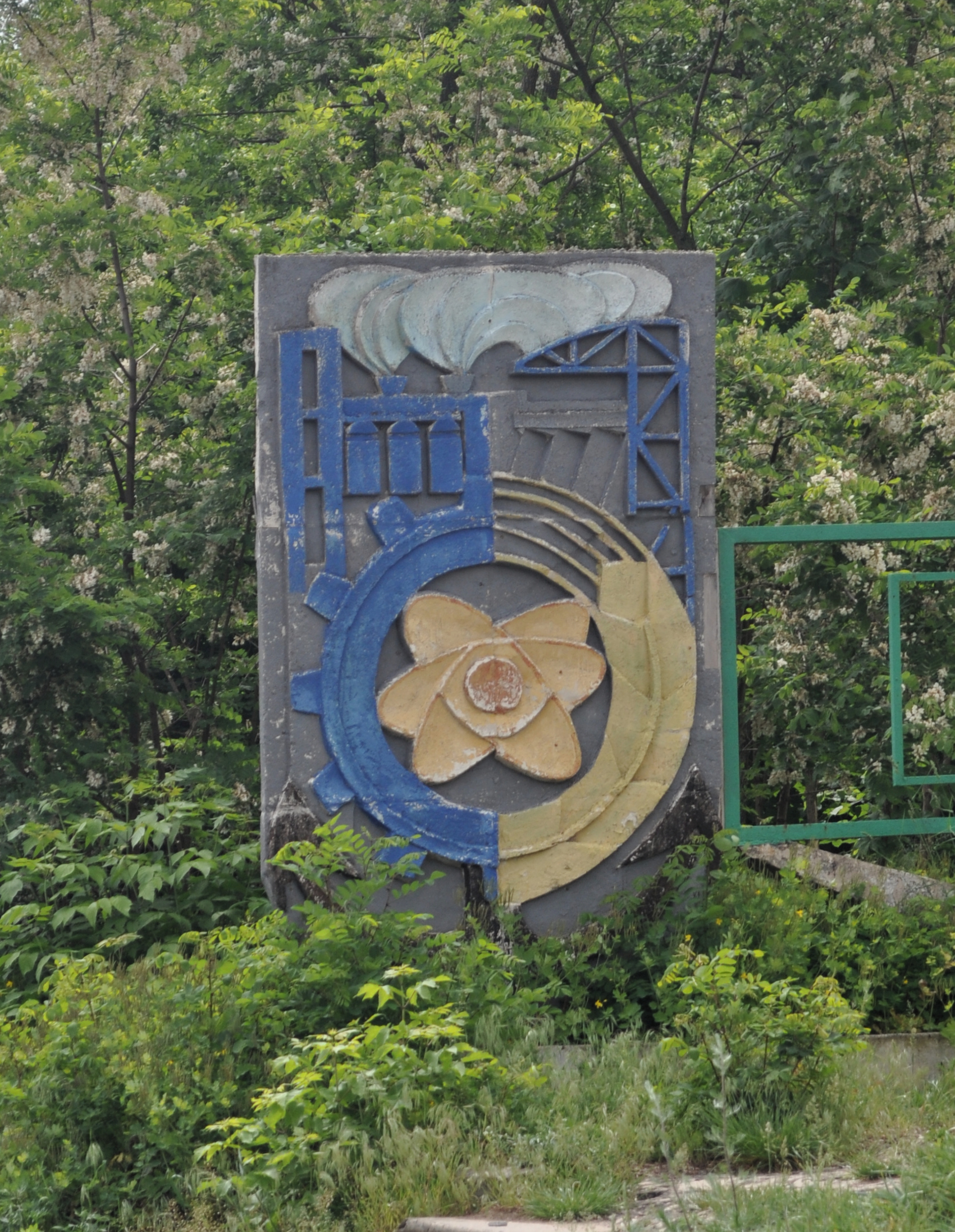
Знак
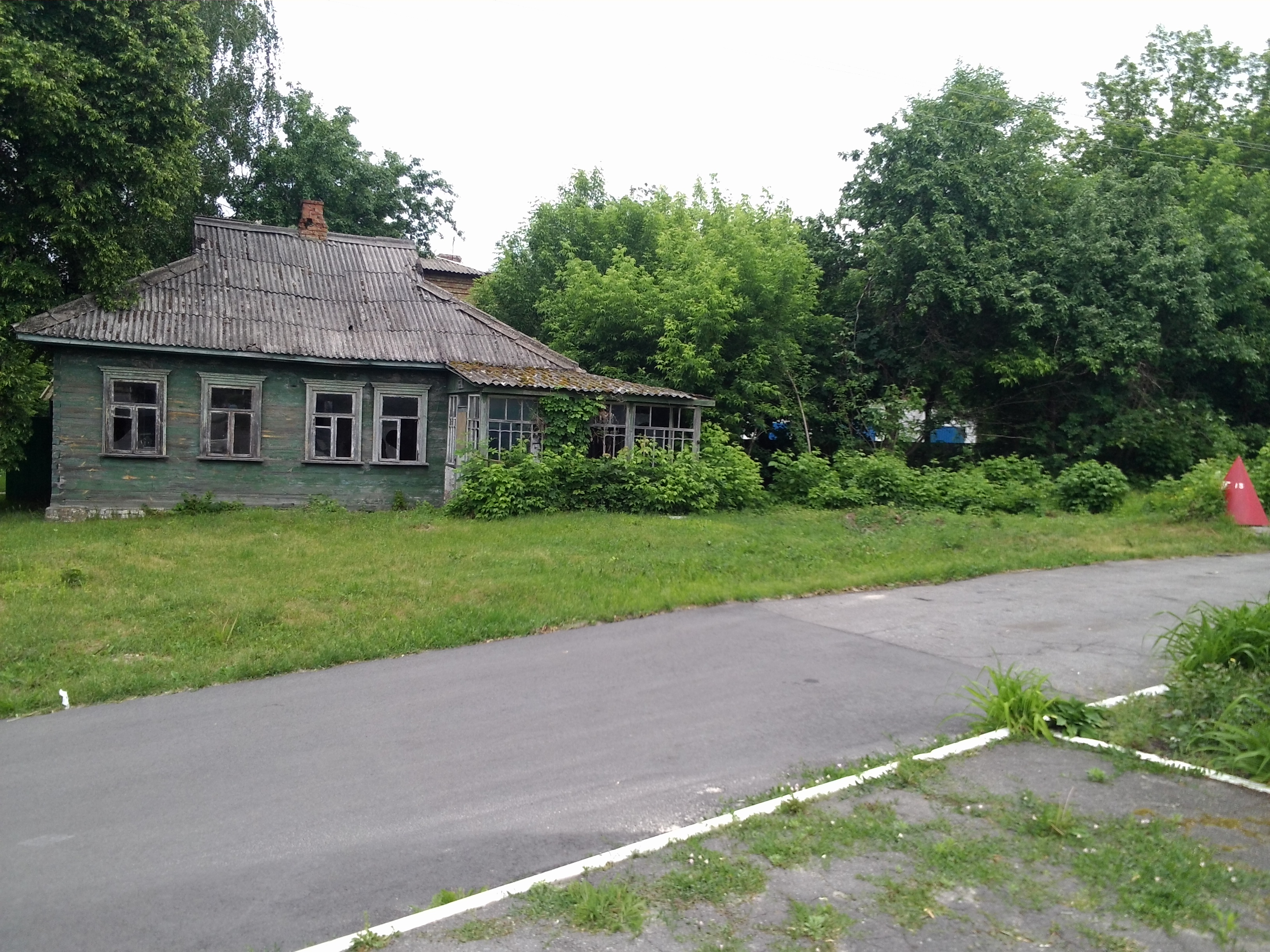
Заброшенный дом в Чернобыле
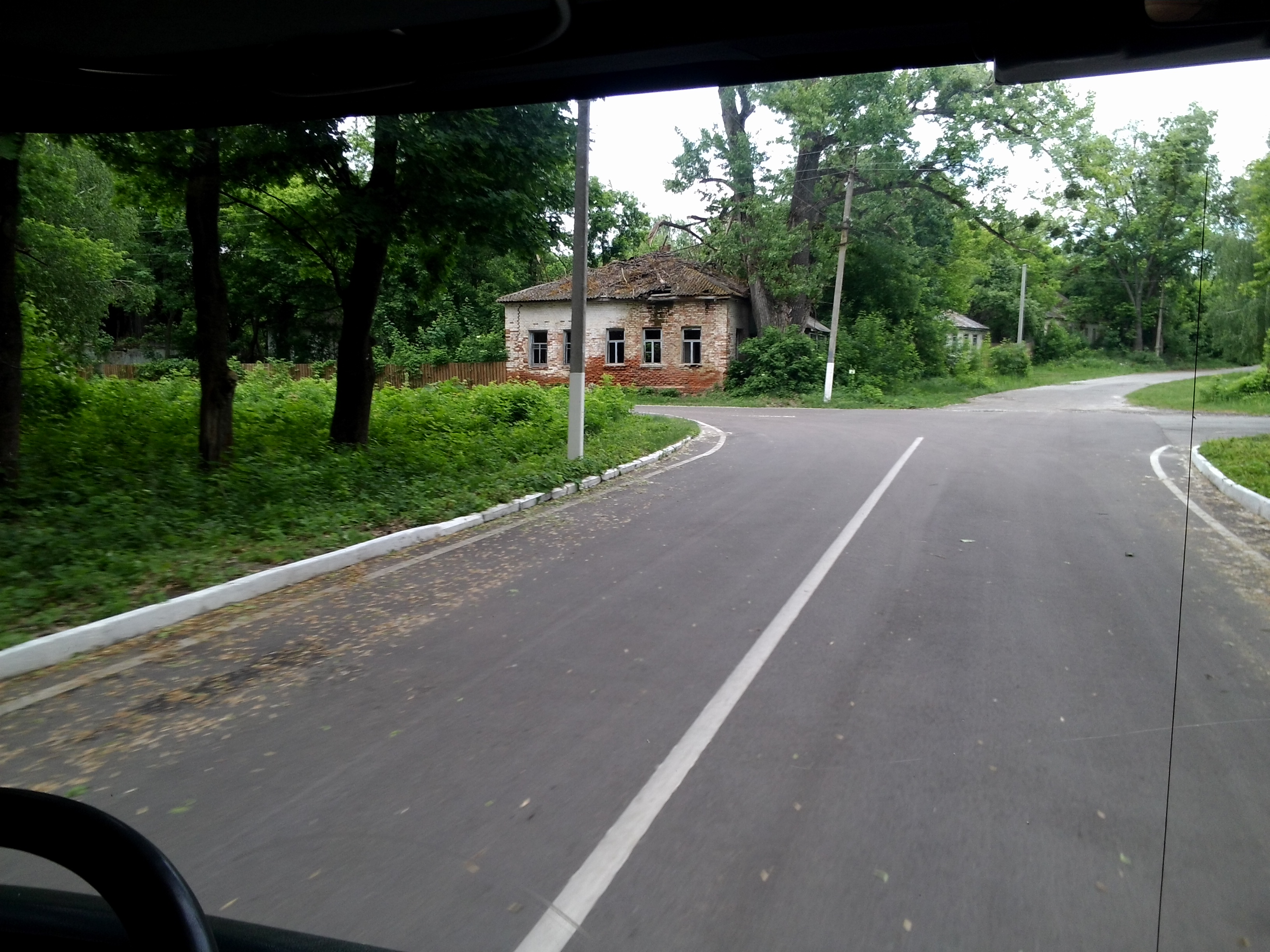
Улицы города
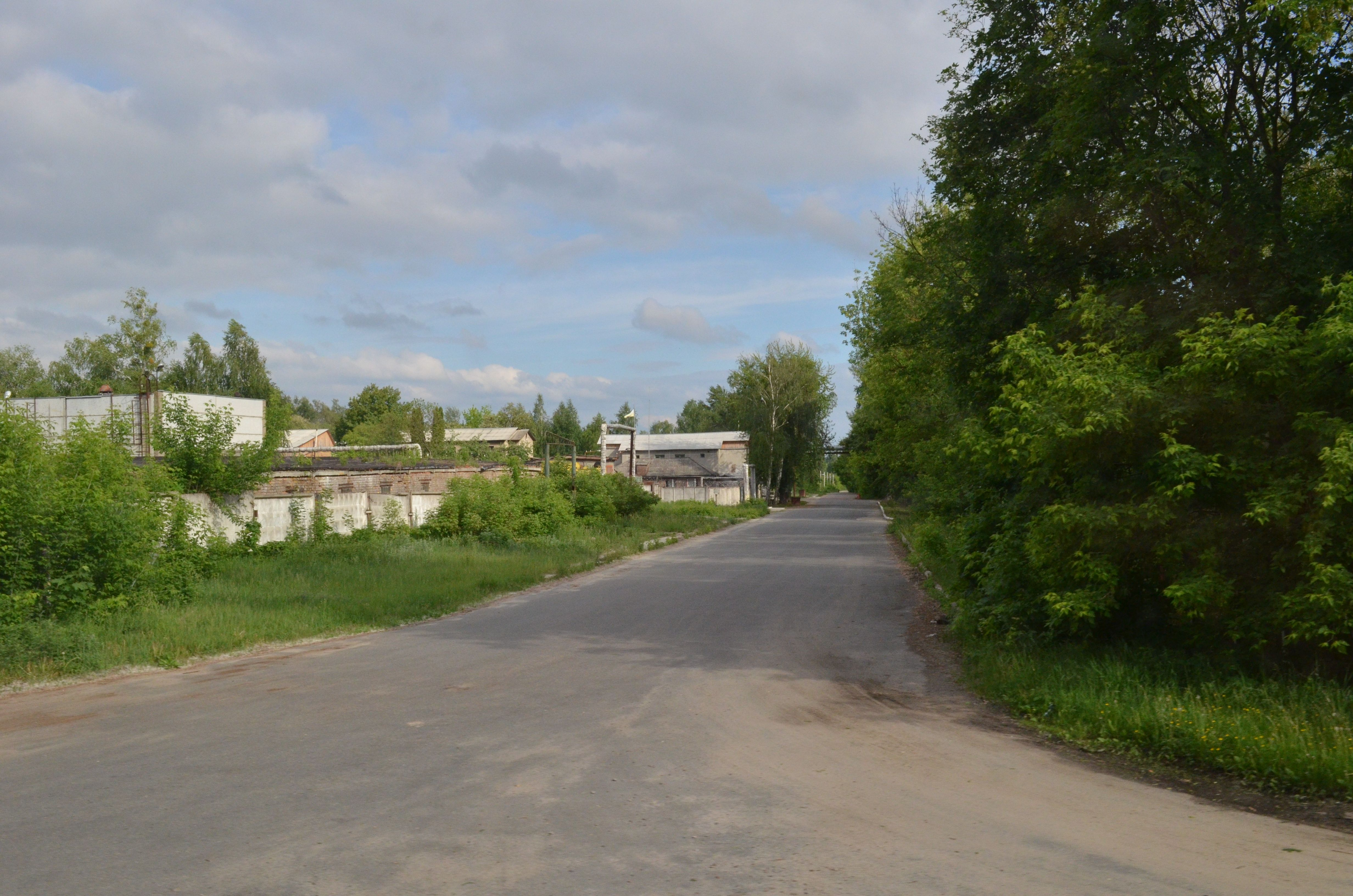
Улицы города
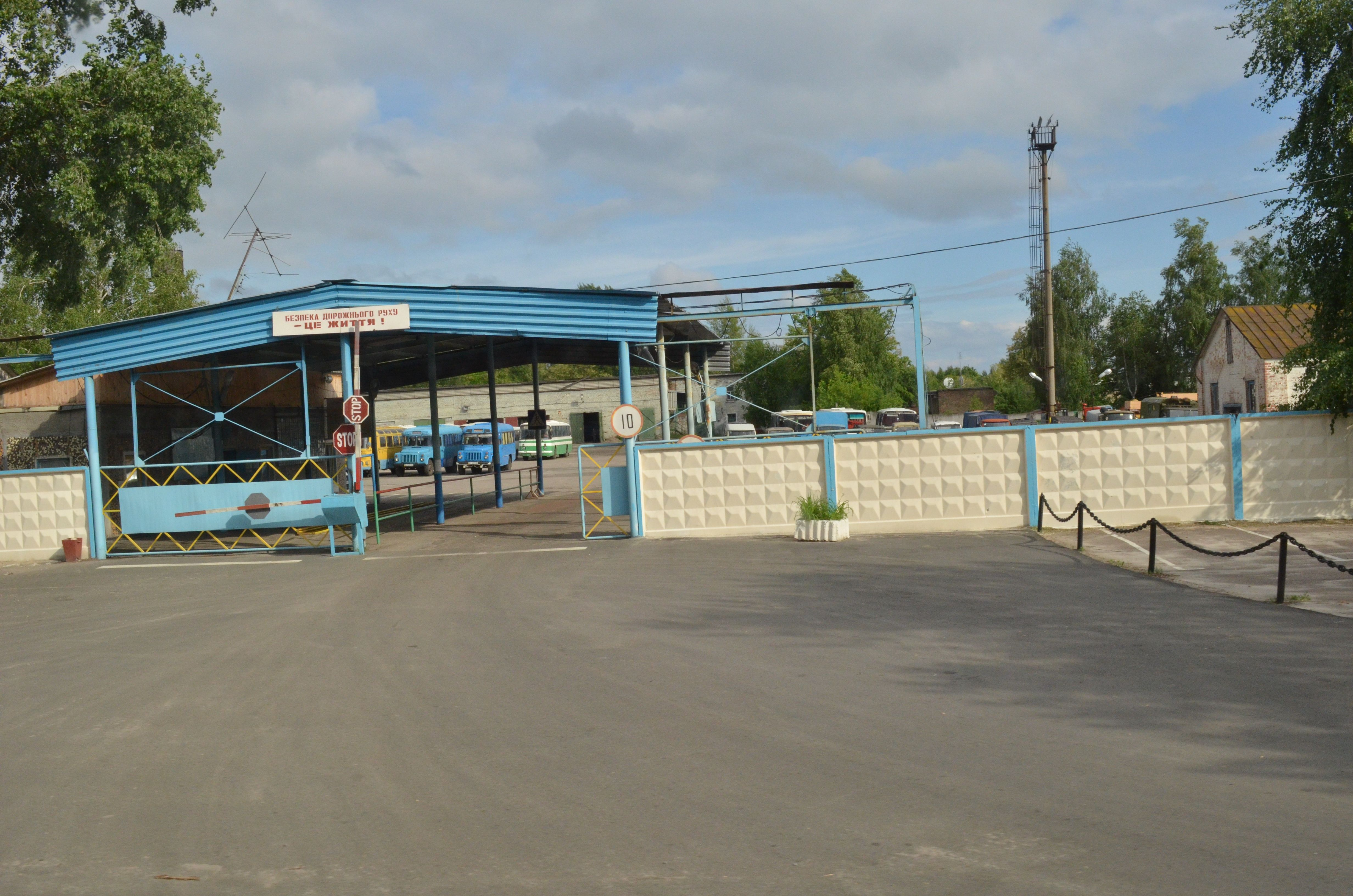
Автоколонна
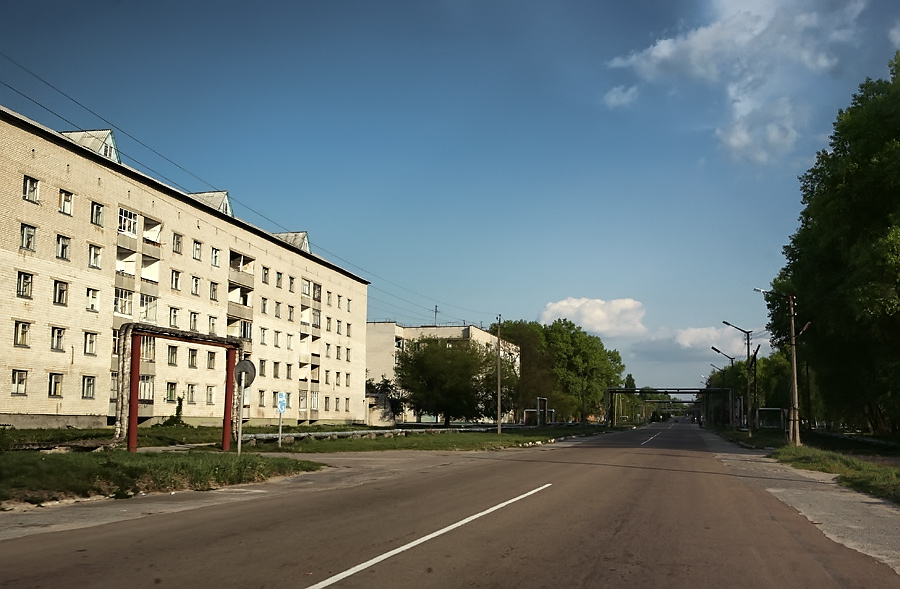
Дома на улице Кирова
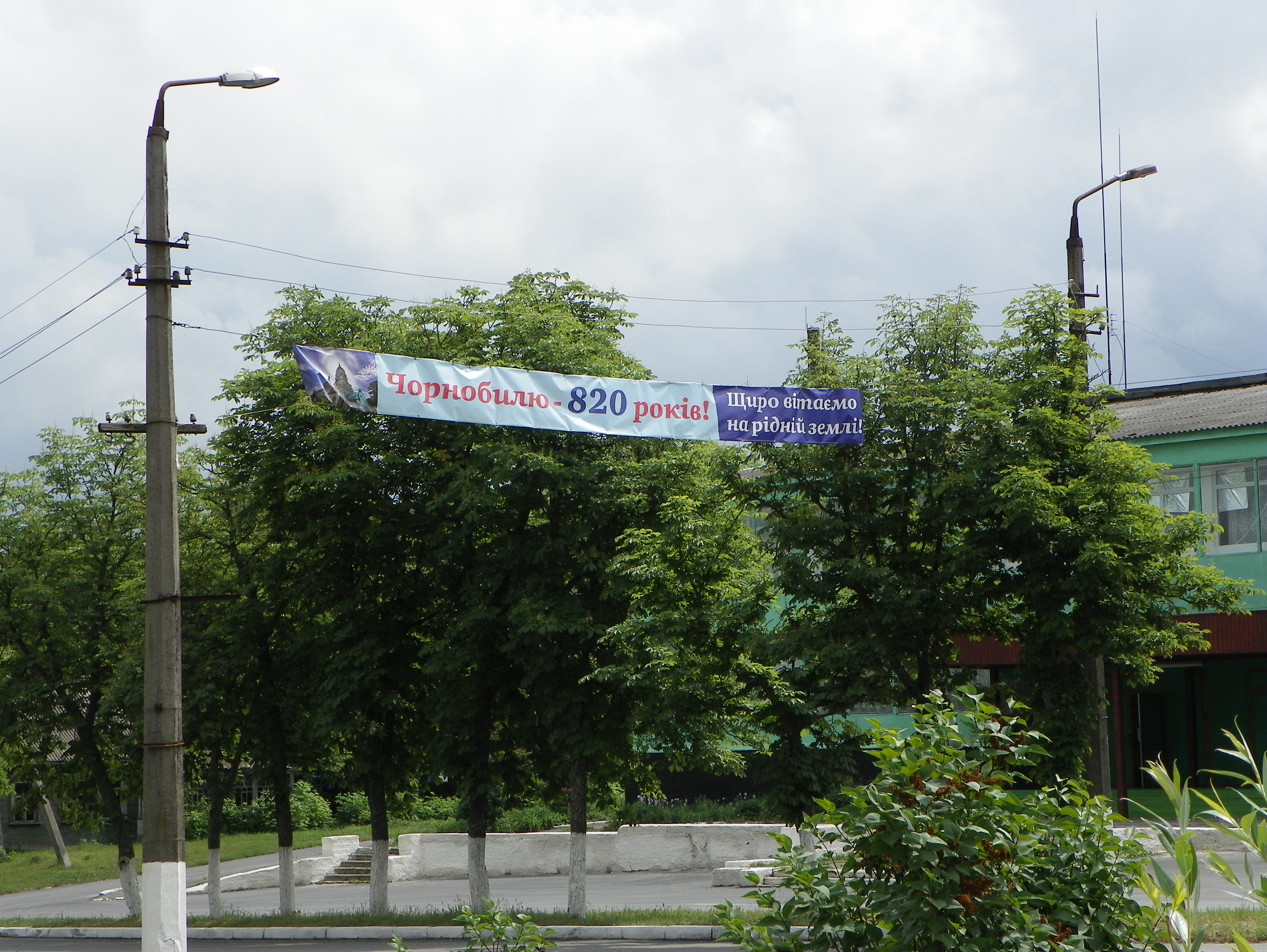
Баннер «Чернобылю 820 лет»
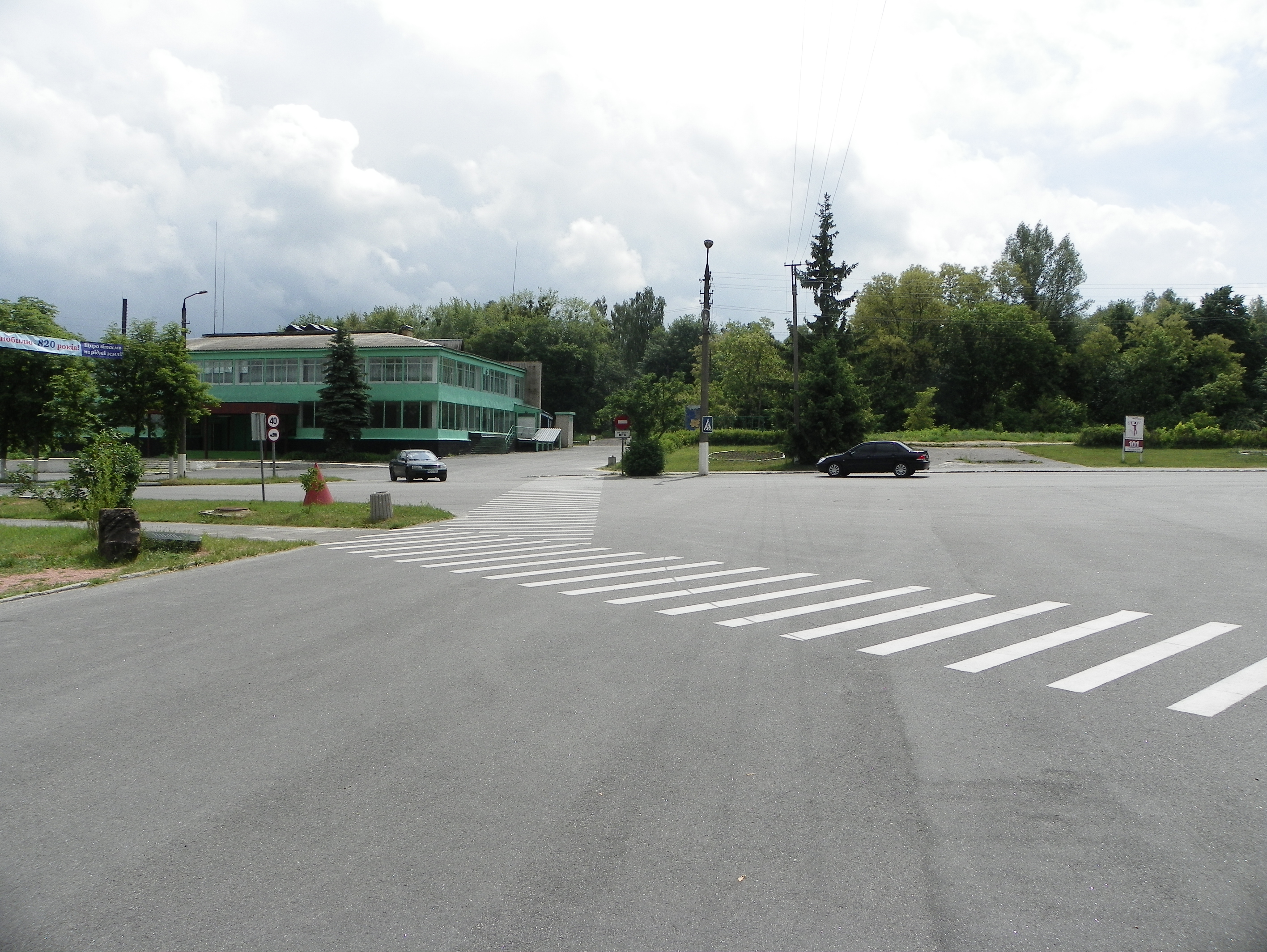
В центре города
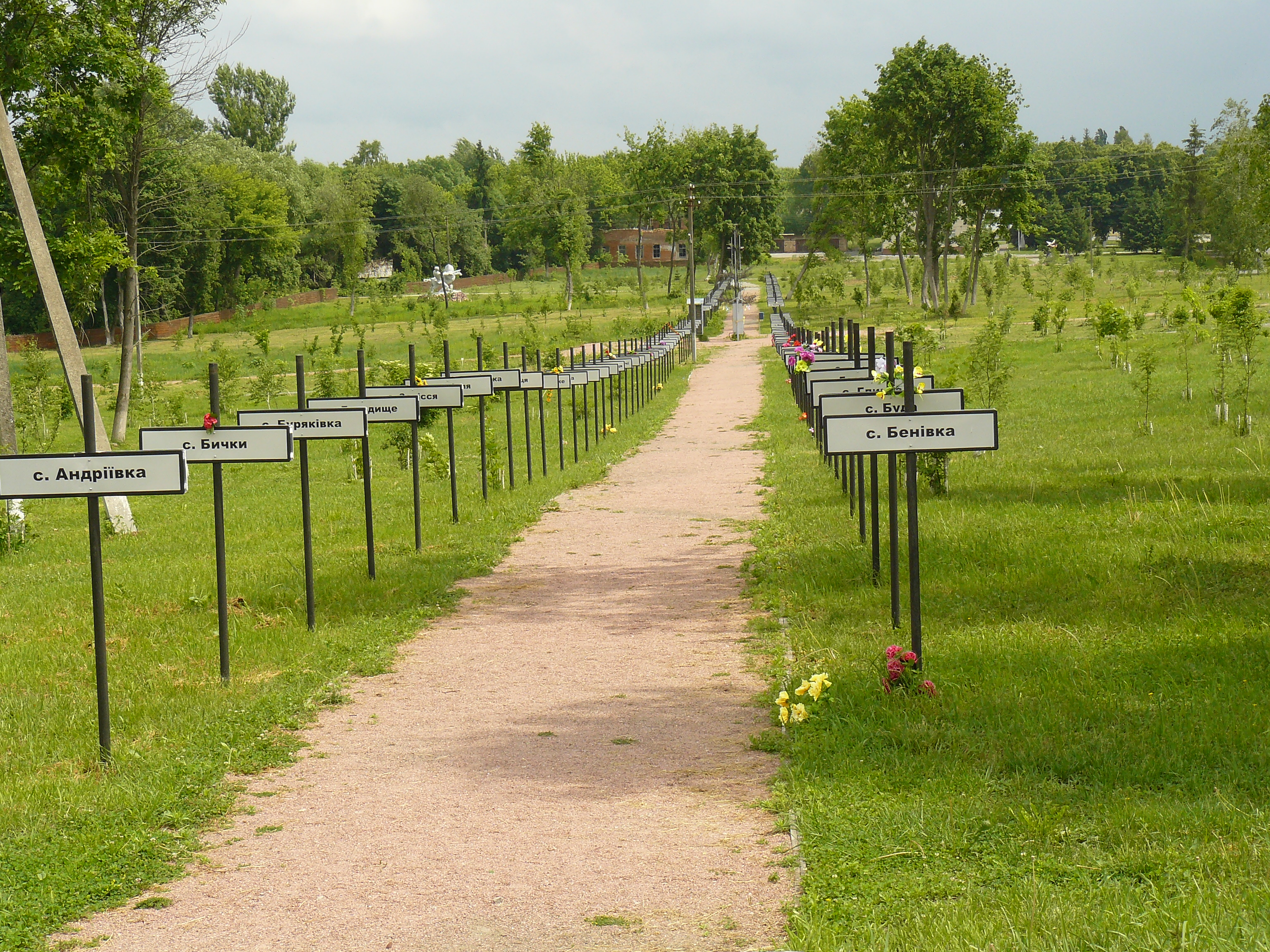
Мемориальный комплекс отселённым сёлам Чернобыльской Зоны Отчуждения
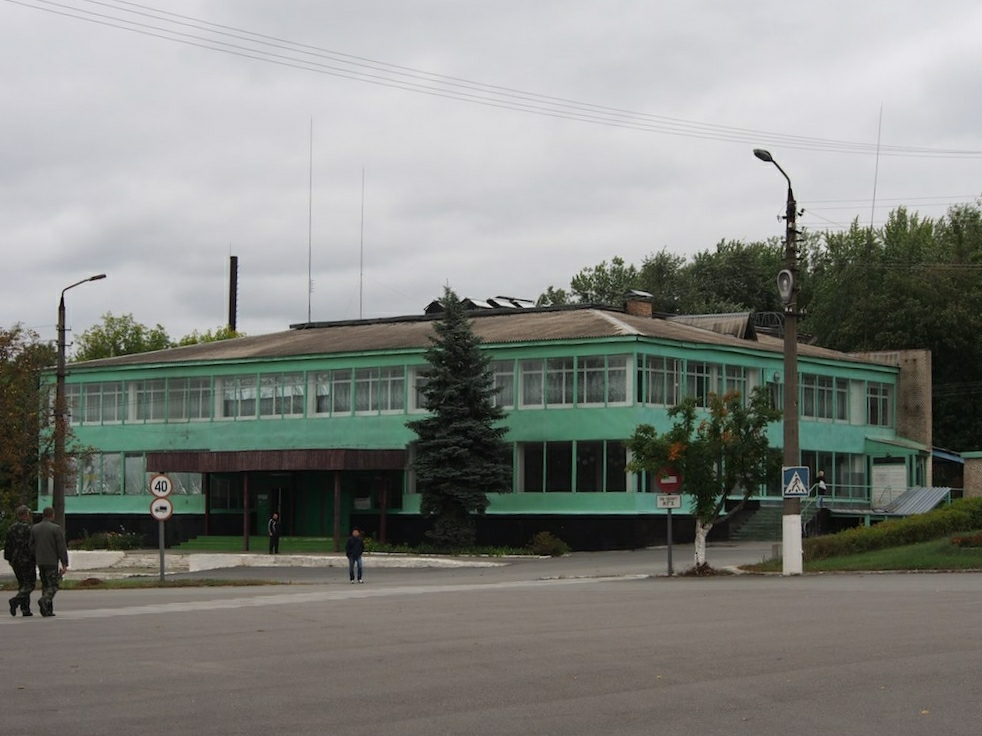
Административный центр и столовая
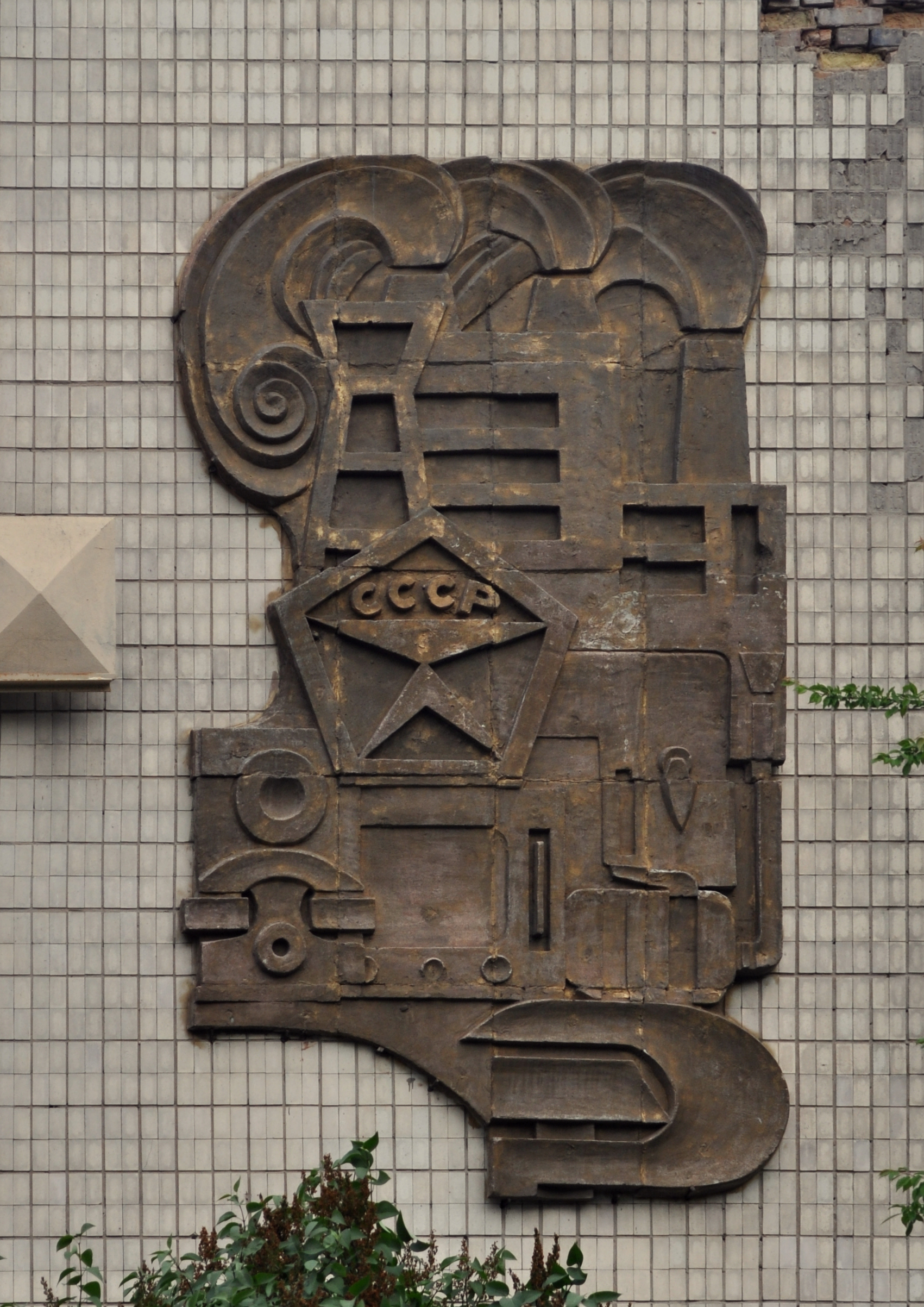
Барельеф на здании гостиницы
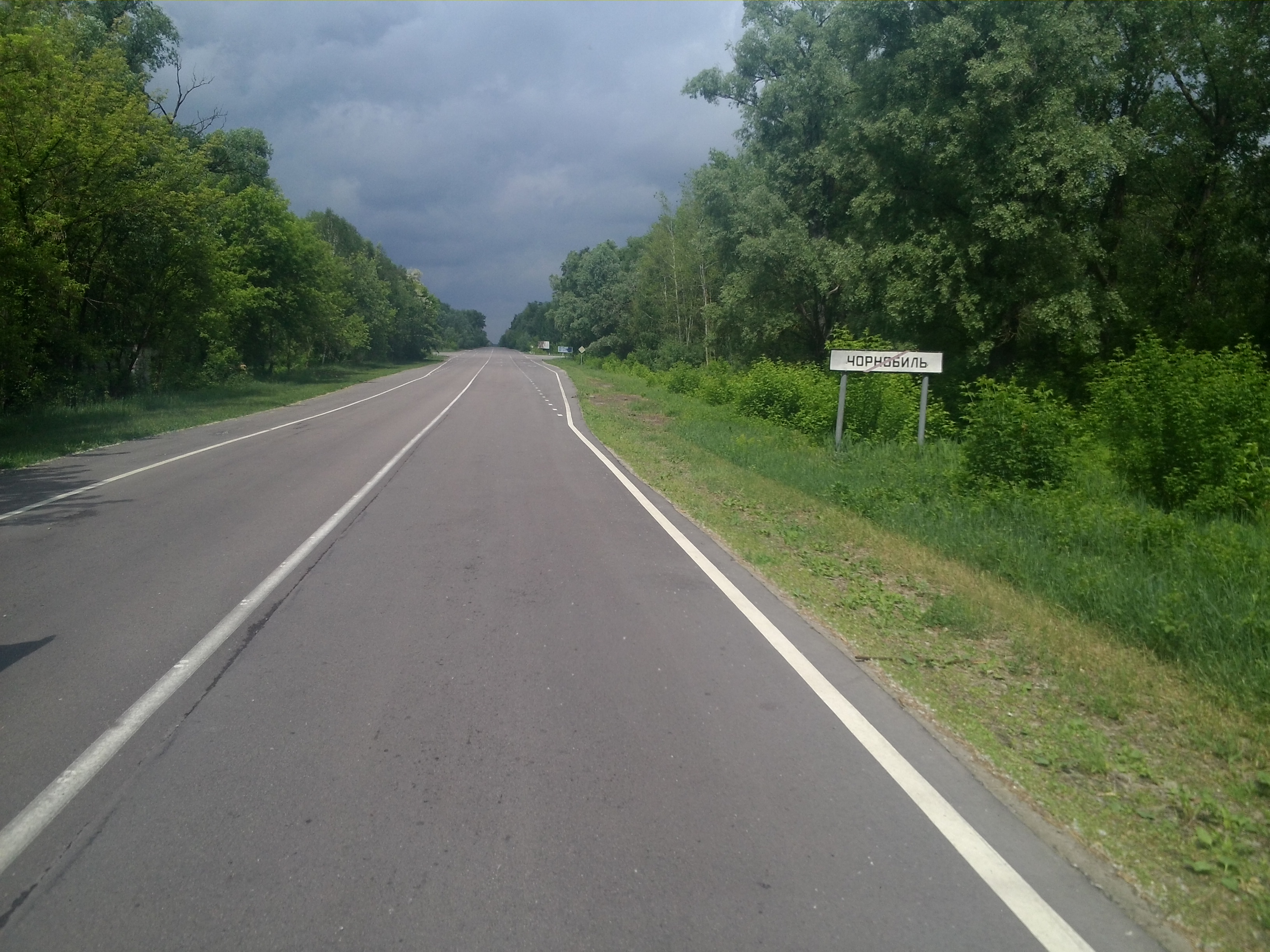
Выезд из города

## 30-километровая зона
Город Чернобыль является административным центром по управлению отчуждёнными в 1986 году радиационно-опасными территориями. Чрезвычайное решение об отчуждении земель было вызвано значительным радиоактивным загрязнением территорий, прилегающих к АЭС.
В городе базируются основные предприятия, занятые на работах по поддержанию зоны в экологически безопасном состоянии. В их числе — предприятия, контролирующие радиационное состояние 30-километровой зоны отчуждения: содержание радионуклидов в воздухе, в воде реки Припяти и её притоках.
В городе базируется личный состав МВД Украины, осуществляющий охрану территории 30-километровой зоны и контроль за нелегальным проникновением посторонних лиц на её территорию.

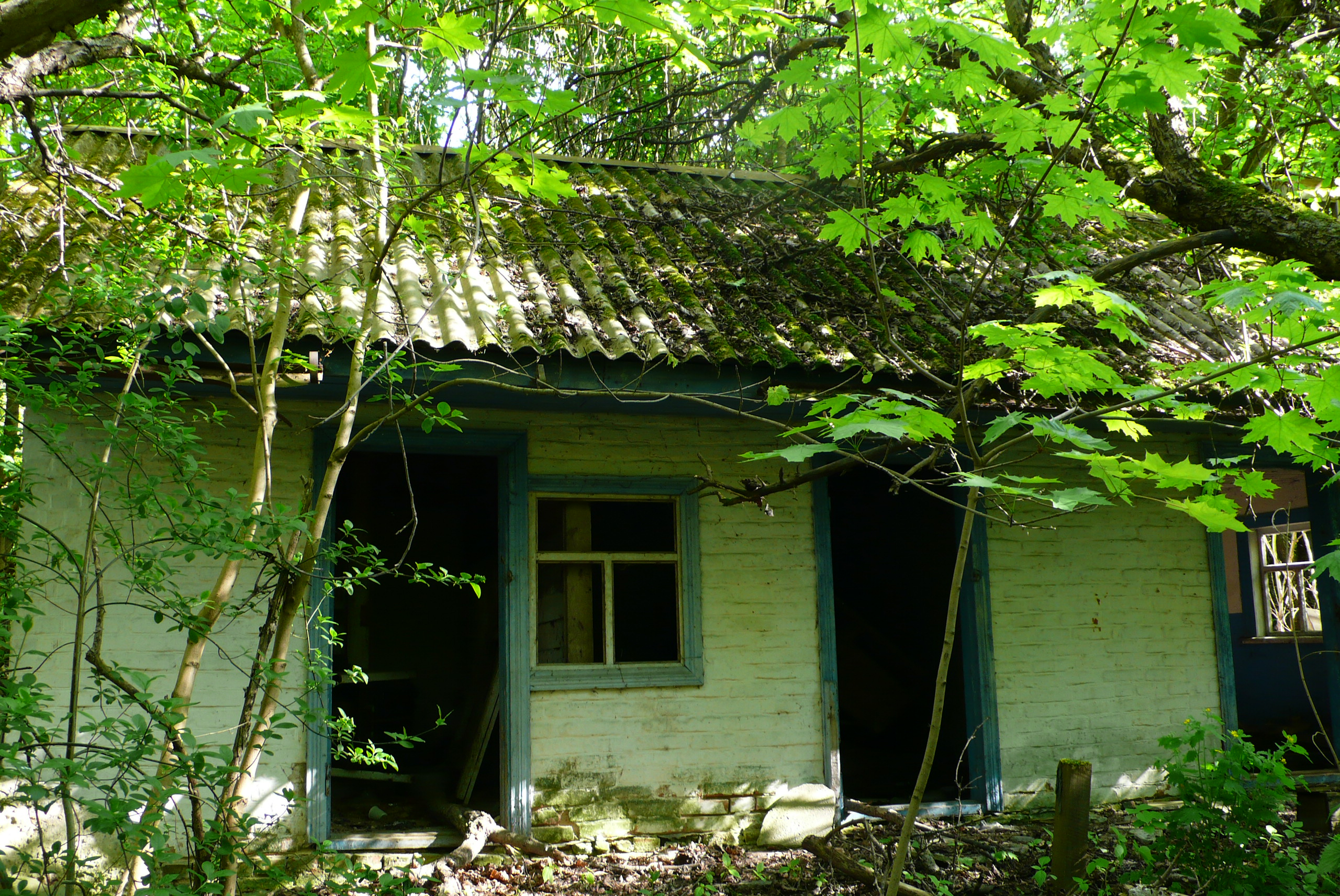
Нежилая часть Чернобыля в 2008 году
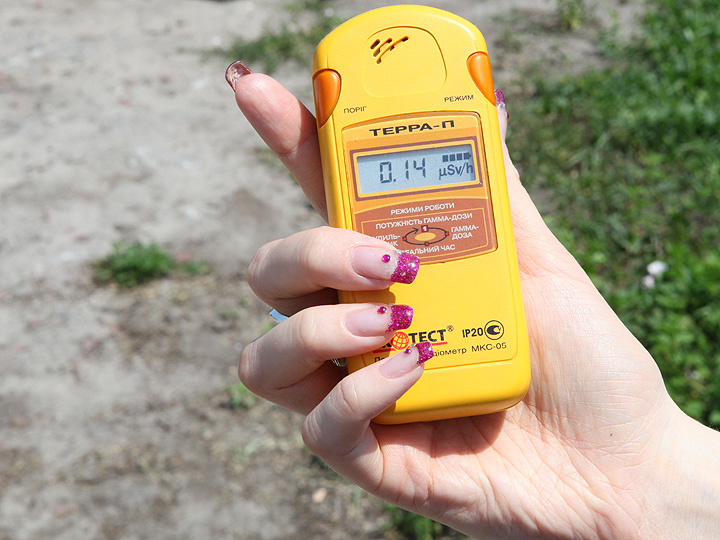
Согласно дозиметру, уровень загрязнения в пределах нормы. 2010 год
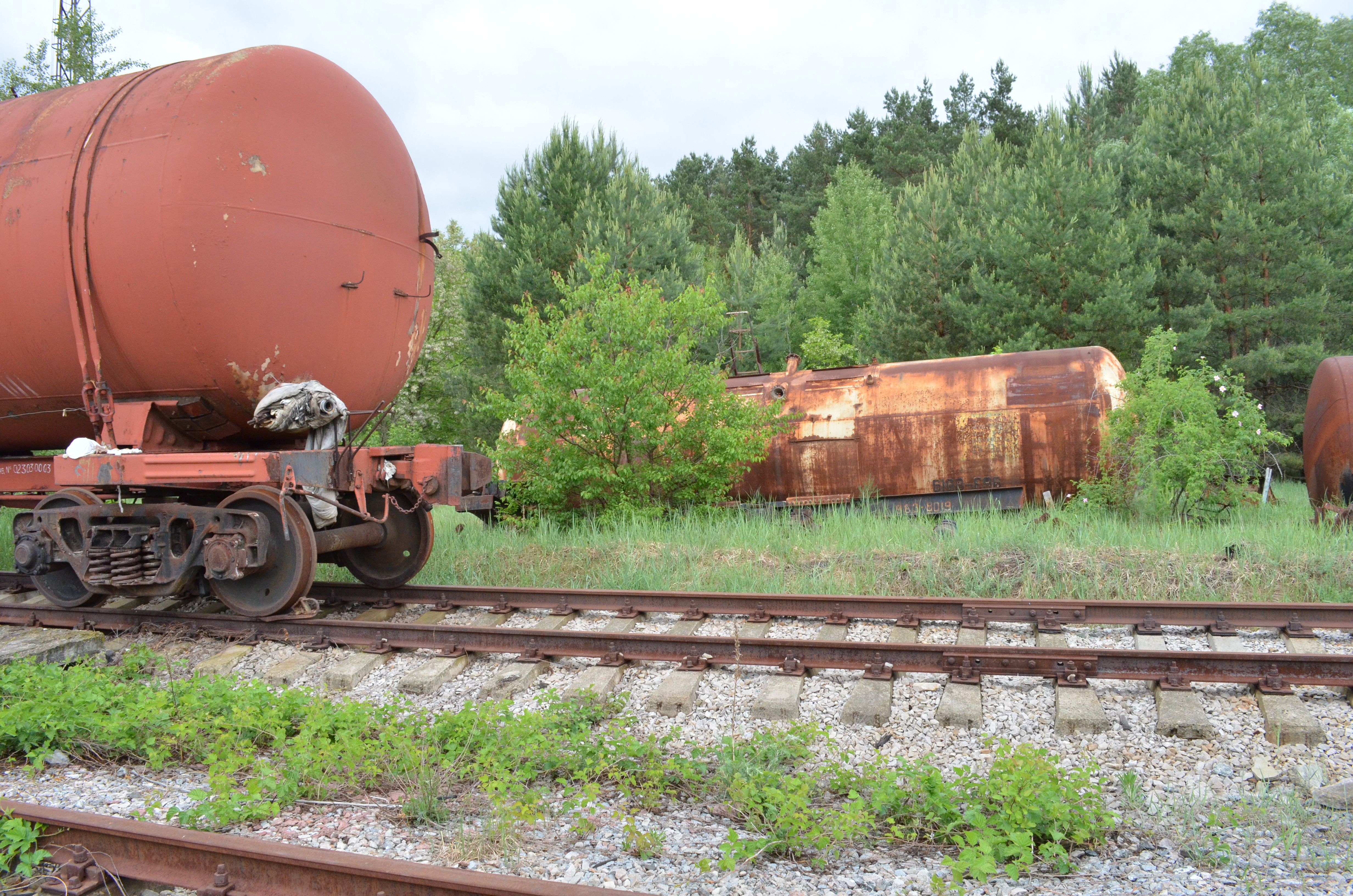
Станция Янов, 2013 год